# 베이트슨 프로젝트
베이트슨 프로젝트(Bateson Project,1953-1963)는 그레고리 베이트슨(Gregory Bateson)이 조직한 획기적인 협업의 이름으로 1950년대와 1960년대 초에 의사 소통과 심리 치료에 있어 가장 중요한 논문과 혁신을 이끌었다. 다른 멤버로는 도널드 드아빌라 잭슨(Donald deAvila Jackson), 제이 헤일리(Jay Haley), 존 위클랜드(John Weakland) 및 빌 프라이(Bill Fry)가 있다. 아마도 가장 유명하고 영향력있는 저술은 '정신 분열증 이론'(TOWARD A THEORY OF SCHIZOPHRENIA)이다.  '이중 구속 메세지'(Double Bind Message)를 소개하고 가족 치료법을 찾도록 도왔다.
이 프로젝트의 첫 번째 장소 중 하나는 멘로 파크 VA(Menlo Park VA)병원인데,이 병원은 민족 학자로서 베이트슨(Bateson)의 이전 작업으로 인해 선정되었다.록펠러 보조금에 의해 투자된 초기 연구는 정신 분열증으로 고통 받고있는 기관의 환자들 사이에서 '이중 구속 의사소통'(Double Bind Communication)과 무의미한 언어에 중점을 두었다. 이 그룹은 가족 역학에서 이중 구속 커뮤니케이션의 맥락에서 이것을 연구했다.

## 같이 보기
- 심리학적 가계도
- 인본주의 심리학